# 광화문연가
《광화문 연가》는 이문세의 노래이다. 1988년 발표된 이문세 5집의 Side A 3번 트랙에 있는 노래이다. 